# 怀亚特·艾伦
怀亚特·艾伦（英語：Wyatt Allen，1979年1月11日—），美国前男子赛艇运动员。他曾代表美国参加2004年和2008年夏季奥林匹克运动会赛艇比赛，获得一枚金牌和一枚铜牌。